# هاميسين
هاميسين Hamycin هو مركب عضوي بوليين مضاد فطري وصف في الهند. أحدث المعلومات عن الوصفة الطبية هاميسين. تعلم كيف تنطق اسم الدواء، دلالاته، الجرعة، وكيفية اخاذها، والآثار الجانبية، والاحتياطات الخاصة، تعليمات التخزين وتحذيرات إن وجدت عندما تؤخذ خلال فترة الحمل.

## الزمرة الدوائية
- مركب عضوي عديد الروابط المضاعفة .
- مضاد فطري, مماثل إلى حد ما في تركيبه الكيميائي ل أمفوتريسينB.
- هناك إصداران من هاميسين لهما بنى كيميائية متشابهة جداً هما :هاميسين A, هاميسين B.[2]

## مصدره
- يتم الحصول على هاميسين من سلالة من البكتيريا المتسلسلة streptomyces pimprina (جنس من الجراثيم الشبيهة بالفطريات), والتي تنمو في التربة.
- يتم إنتاج هذا المركب في الهند.

## الاستخدام الطبي
مضاد فطري , يستخدم لعلاج الاصابات الفطرية الموضعية والجهازية.
وقد استخدم هاميسين، من المضادات الحيوية الجديدة بوليين للفطريات التي تنتجها السبحية pimprina (Thirum) في 26 حالة من داء المبيضات الجلدي.
وقد جمعت هذه الحالات وفقا لموقع المرض. تم تطبيق هاميسين محليا في شكل الغليسيرين كمعلق تركيز 0.1٪ مرتين في اليوم. ولوحظ العلاج السريري المعتاد للفطريات بعد 2-3 أسابيع من العلاج. لم يلاحظ أي آثار جانبية غير مرغوب فيها من أي نوع في هذه السلسلة، وتم التاكد من الدواء ومدى آمنيتة.

## الآثار الجانبية
فشل وسائل منع الحمل مع تحميلة المهبل / كريم تحسس, تهيج.